# Vincenc Dvořák
Vincenc (Čeněk) Dvořák (21. ledna 1848, Dušejov – 6. května 1922, Záhřeb) byl český fyzik a univerzitní profesor působící v Chorvatsku, je považován za zakladatele moderní chorvatské fyziky.

## Životopis
Dvořák navštěvoval Latinské a německé gymnázium v Jihlavě, po maturitě se rozhodl pro studium matematiky a fyziky na Filozofické fakultě Karlo-Ferdinandovy univerzity v Praze, kde ho vyučoval mimo jiné profesor Ernst Mach, jehož asistentem se stal v roce 1871. Promoval v roce 1873, habilitoval se v roce 1874, krátce přednášel na pražské univerzitě, avšak v roce 1875 odešel na nově zřízenou Univerzitu Františka Josefa I. v Záhřebu.
V Záhřebu vybudoval zcela nový fyzikální kabinet, který se později stal základem fyzikální katedry, angažoval se v rozšiřování profesorského sboru, jehož členem se stal nejeden Čech. Na záhřebské univerzitě zastával funkce děkana, rektora i prorektora a po dlouhá léta vedl kabinet fyziky. Dopisoval si s Ernstem Machem, který jej považoval za jednoho ze svých nenadanějších studentů, či s Františkem Josefem Studničkou. Za svou manželku pojal šlechtičnu Zoru Špun-Strižićovu, vnučku Ivana Mažuraniće a dceru Napoleona Špun-Strižiće.
Dvořák působil v oblastech akustiky a optiky (také se zabýval hydrodynamikou a historií fyziky), hledal analogie mezi akustickými a elektromagnetickými jevy; podařilo se mu napodobit různé formy elektromagnetického přitahování a odpuzování vibracemi vzduchu, byl po něm pojmenován tzv. Dvořákův-Rayleighův efekt, Dvořákovo akustické odpuzování či Dvořákův obvod. Byl nadaným experimentátorem, experimentoval s Helmholtzovy rezonátory, Kundtovou trubicí a sestavoval akustické mlýnky; zúčastnil se několika výstav a odborných sjezdů - v Budapešti na miléniové výstavě obdržel medaili. Brzy po objevu rentgenového záření získal rentgenovou trubici a pořídil s ní v Chorvatsku vůbec první rentgenové snímky. Publikoval více než 60 odborných prací v češtině, chorvatštině či němčině a působil v několika vědeckých společnostech (viz infobox).
Roku 1911 odchází do penze, obdržel Řád Františka Josefa třídy komtur, a jelikož byl znamenitým houslistou (s tím souvisí jeho záliba v akustice), stal se jedním z členů vedení Chorvatského hudebního ústavu; byl mecenášem hudební kultury v Záhřebu (hudebnímu ústavu v závěti odkázal 140 000 korun). Zemřel bezdětný ve věku 74 let na následky rakoviny žaludku, jeho ostatky byly pochovány na chorvatském hřbitově Mirogoj, avšak v 70. letech 20. století byly pro neplacení taxy přesunuty na anonymní pohřebiště.

## Zajímavosti
- Dvořákovo jméno se vyskytuje v několika mutacích – Vincenc Dvořák, Čeněk Dvořák, Vinko Dvořák, Vinko Dvoržak.
- V rámci chorvatského televizního cyklu HAZU portreti o Dvořákovi vznikl krátkometrážní televizní dokument.
- Po Dvořákovi byla pojmenována skalní stěna na vrcholu Velkého Risnjaku (1528 m n. m.) – byl aktivním členem chorvatského horolezeckého družstva.